# Trenitalia France
Trenitalia France es un operador ferroviario privado que ofrece servicios internacionales entre Francia e Italia. Fue fundada como Thello, en 2011 por Trenitalia y Veolia Transdev. Los servicios se retiraron durante la pandemia de COVID-19 y finalizaron definitivamente el 1 de julio de 2021. Trenitalia anunció el cambio a servicios de alta velocidad entre los dos países después de la pandemia. Thello pasó a llamarse Trenitalia Francia en octubre de 2021 e inició una conexión de alta velocidad entre París y Milán el 18 de diciembre de 2021 utilizando trenes Frecciarossa 1000. 

## Historia

Logo de Thello

En 2011, SNCF anunció que se retiraría de la empresa conjunta Artesia que operaba trenes entre París e Italia. Trenitalia y Veolia Transport (más tarde Transdev) lanzaron Thello para operar servicios internacionales diurnos y nocturnos entre los países.

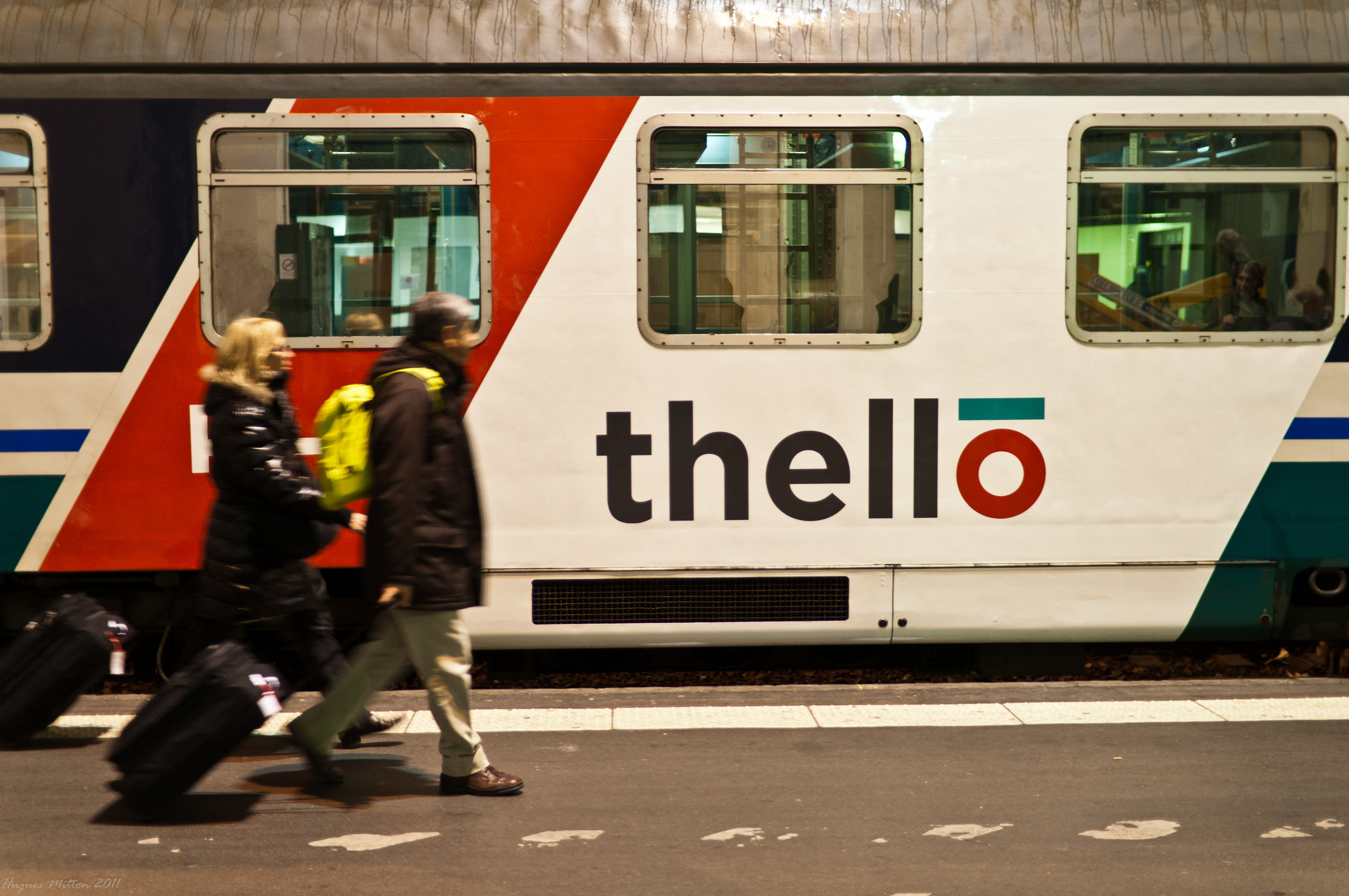
Primer servicio de Thello en la Gare de Lyon, el 11 de diciembre de 2011

Su inicio de operaciones se produjo en diciembre de 2011, con su primer servicio comercial entre las estaciones de París-Lyon y Venecia Santa Lucia, con paradas intermedias en Dijon-Ciudad, Milán Central, Brescia, Verona Porta Nouva, Vicenza y Padua.
En el cambio de horarios de diciembre de 2012, justo un año después de comenzar a operar el servicio París - Venecia, se introduce el servicio París - Roma Termini, con paradas en Dijon-Ciudad, Bolonia Central y Florencia Campo di Marte. Este servicio ya había sido prestado con anterioridad por Artesia, formada por SNCF y Trenitalia, disuelta en 2011. En la actualidad se prestan los servicios con una frecuencia diaria.
En 2016, Transdev vendió su participación del 33% en Thello a Trenitalia, dando a su socio italiano el control total sobre Thello. 
En 2019, Thello anunció un plan para unir Milán, Turín, Lyon y París con un servicio diurno de alta velocidad, utilizando trenes italianos Frecciarossa 1000. Estos serían más rápidos que los servicios TGV existentes, ya que los trenes Frecciarossa podrían circular en la línea de alta velocidad Turín-Milán. 
En 2020, los servicios nocturnos de Thello entre París y Venecia se suspendieron en marzo de 2020 debido a la pandemia de COVID-19, y el tren diurno se redujo para circular entre Niza y Milán.  En junio de 2021, se retiraron todos los servicios y Trenitalia anunció un enfoque en los servicios de alta velocidad entre los dos países después de la pandemia.  
En agosto de 2021, Thello comienza las pruebas de los trenes Frecciarossa ETR 1000 entre Milán y París, con el fin de operar en unos meses tras finalizar las pruebas y competir con el TGV francés.
Después de pasar a llamarse Trenitalia Francia, la empresa inició el servicio comercial entre Milán y París el 18 de diciembre de 2021.

## Material rodante

### Servicio Actual
Se emplean trenes Frecciarossa ETR 1000, homologados para su circulación por las vías francesas.

### Servicio antiguo
El material rodante estaba formado por los diferentes tipos de coches (coches cama, coche restaurante...) aportados por Trenitalia, mientras que la tracción dependía de las locomotoras BB 36000 de SNCF, alquiladas a Thello. El personal de operación del tren era de Trenitalia en Italia y de Thello en Francia.